# Liste der Kulturdenkmäler in Lützkampen
In der Liste der Kulturdenkmäler in Lützkampen sind alle Kulturdenkmäler der rheinland-pfälzischen Ortsgemeinde Lützkampen einschließlich des Ortsteils Welchenhausen aufgeführt. Im Ortsteil Stupbach sind keine Kulturdenkmäler ausgewiesen. Grundlage ist die Denkmalliste des Landes Rheinland-Pfalz (Stand: 27. Juni 2022).

## Einzeldenkmäler
| Bezeichnung                                          | Lage                              | Baujahr                  | Beschreibung | Bild                           |
| ---------------------------------------------------- | --------------------------------- | ------------------------ | --- | ------------------------------ |
| Wegekreuz                                            | Lützkampen, Hauptstraße Lage      | 1788                     | großes Sockelkreuz, Schiefer, 1788, Metallkorpus jünger | BW                             |
| Katholische Pfarrkirche St. Martin                   | Lützkampen, Kirchplatz 1 Lage     | 15. oder 16. Jahrhundert | spätmittelalterliches Schiff im Neubau von 1962; Pfarrer-Grabplatte, um 1773; Schaftkreuz, bezeichnet 1628, wohl jünger, 18. oder eventuell auch Ende des 17. Jahrhunderts | weitere Bilder Fotos hochladen |
| Katholische Filialkirche St. Cornelius und St. Lucia | Welchenhausen, Kapellenweg 1 Lage | 1686                     | Saalbau mit spitzhelmbekröntem Giebeldachreiter, bezeichnet 1686 | weitere Bilder Fotos hochladen |